# Colusa, California
Colusa este un oraș și sediul comitatului omonim, Colusa, statul  California,  Statele Unite ale Americii.